# Serafino Dubois
Serafino Dubois (Roma, 10 ottobre 1817 – 15 gennaio 1899) è stato uno scacchista italiano.
Fu il più forte scacchista italiano dell'Ottocento.

## Carriera scacchistica
Serafino Dubois nasce a Roma. All'inizio della sua carriera le regole italiane degli scacchi differivano da quelle usate nel resto d'Europa, ma egli giocò molto contro avversari stranieri. Sino alla metà del XIX secolo i tornei scacchistici erano pochi, e molti dei giocatori più forti si limitavano a disputare match. Dagli anni 1840 ai 1860 Dubois disputò vari match con i giocatori più forti d'Europa, ed era raro che lui perdesse, pur dando vantaggio di pedone e mossa agli avversari.
Nel 1846 giocò un numero di partite contro Marmaduke Wyvill a Roma, uno dei migliori giocatori in Inghilterra; Dubois vinse 55-26 a gioco pari, e perse 39-30 quando diede pedone e mossa all'avversario; nel 1855 visitò Parigi e il Cafè de la Régence, luogo d'incontro per scacchisti francesi e stranieri, e giocò non meno di 4 match, battendo i francesi Jules Arnous de Rivière (21 vittorie, 8 sconfitte, 3 patte), Seguin (4 vittorie, 2 patte), Budzinsky (probabilmente 13,5-6,5) e Lécrivain (22 vittorie, 5 sconfitte, 2 patte).
Nel 1851, non riuscendo a trovare uno sponsor, dovette rinunciare a partecipare al prestigioso torneo di Londra 1851, nel quale proprio Marmaduke Wyvill si classificò secondo dietro Adolf Anderssen.
Nel 1858 batté il celebre scrittore russo Ivan Turgenev nel Caffè Antonini a Roma, vincendo in 25 mosse con pedone e mossa di vantaggio per l'avversario. Questa partita fu pubblicata su La nuova rivista degli Scacchi nel 1880.
La sua migliore performance si ha nel torneo di Londra del 1862, dove si piazza quinto con 9 punti, davanti a Wilhelm Steinitz, che più tardi divenne il primo campione del mondo di scacchi. Dubois vinse un premio di 10 sterline, che oggi corrisponderebbero a circa 700 sterline, e alla fine del torneo fu sfidato da Steinitz a effettuare un match; il futuro campione del mondo batte l'italiano 5,5-3,5. Nello stesso anno Dubois batte Cornelius Bonetti (11,5-1,5) e Valentine Green in due match, (5-0 e 5,5-0,5).
Dubois si trasferì nei Paesi Bassi nell'aprile 1863, rimanendovi per circa due anni. Non riuscendo ad adattarsi al clima, ritornò a Roma dove si concentrò nell'attività dello scrivere e nella promozione delle regole italiane degli scacchi.
Secondo Chessmetrics, Dubois raggiunse la massima forza di gioco nel gennaio 1857, con un rating massimo di 2642, e fu il giocatore con il rating più alto del mondo per trenta mesi, da marzo 1856 ad agosto 1858, quando fu superato da Paul Morphy.
Dubois scrisse molti articoli sulle aperture e sono attribuite a lui una linea della partita viennese e una della scozzese. Gli è attribuita la paternità teorica del controgambetto Albin, del quale diede alcune analisi nel 1876 con il commento "è una mia scappata, e ve la do per quel che vale".
Verso il 1894 Dubois, finita la stesura, avrebbe voluto pubblicare una sorta di autobiografia Quarant'anni di vita scacchistica ma purtroppo la sua richiesta di sottoscrizione rivolta agli scacchisti dell'epoca, almeno per coprire le spese di stampa, ebbe un riscontro non adeguato. Le sue memorie saranno poi pubblicate postume a puntate tra 1900 e il 1903 sulla Rivista scacchistica italiana.

## Dubois e le regole italiane
Dalla fine degli anni 1850 agli inizi dei 1870 Dubois corrispose regolarmente con i maestri francesi e russi in merito a come raggiungere un'unità nelle regole del gioco. Era in particolare un convinto sostenitore dell'arrocco italiano, secondo il quale la torre e il re, nello scavalcarsi, potevano raggiungere una qualsiasi casa fino a quella occupata precedentemente dall'altro pezzo, a patto che nessuno dei pezzi attacchi un pezzo nemico.
C'erano altre differenze significative fra le regole italiane e quelle internazionali: la presa en passant era proibita, e i pedoni potevano essere promossi solo in pezzi già catturati. La bizzarra conseguenza della cosa era che, se un pedone raggiungeva l'ottava traversa prima che altri pezzi dello stesso colore fossero stati catturati, il pedone (sospeso) doveva rimanere lì in attesa di una possibile promozione.
Dubois discusse questi argomenti nei suoi scritti del tempo. Nel 1847 divenne a  Roma editore della prima colonna scacchistica italiana, L'album, e nel 1859 fu coeditore con Augusto Ferrante de La Rivista degli Scacchi che rimase attiva solo un anno, successivamente collaborò alla Nuova Rivista degli Scacchi. Pubblicò un lavoro di tre volumi sulle differenze tra le regole italiane e francesi del gioco, nei quali sostenne con fervore l'arrocco italiano.
Nel 1881 l'Italia adottò le regole internazionali, ma fu solo alla fine del secolo che le nuove regole furono accettate quasi ovunque nel paese.

## Opere
- Les principales ouvertures du jeu des échecs dans les deux manières italienne et française, Roma, Monaldi ed., 1845, opuscolo di 52 pagine
- Le principali aperture del giuoco degli scacchi sviluppato secondo i due sistemi italiano e francese, Roma, Monaldi ed., 1869, 1872, 1873, opera a dispense in tre volumi interrotto a pag.144 del terzo volume
- L'arroccamento italiano e l'arroccamento francese o europeo / lettera di Serafino Dubois al dottore A. van der Linde, Roma, Monaldi ed., 1874, opuscolo di 20 pagine.
- ll primo torneo nazionale dei giuocatori di scacchi, contenente una scelta delle migliori partite giuocate in quella memorabile occasione con note analitiche di S. Dubois, Roma, Monaldi ed., 1875.